# Wieland Krause
Wieland Krause (* 1956 in Halle (Saale)) ist ein deutscher Künstler.
Krauses Vater war der Industrie-Designer und Hochschullehrer Albert Krause. Er studierte von 1981 bis 1984 an der Burg Giebichenstein Hochschule für Kunst und Design Halle und von 1984 bis 1989 bei Evelyn Richter an der Hochschule für Grafik und Buchkunst Leipzig. 1989 erwarb er das Diplom im Fachbereich Fotografie. Er ist als freischaffender Künstler in Halle (Saale) tätig.

## Werke (Auswahl)
- Skulptur Gewächshaus im Skulpturenpark Magdeburg
- TRANSIT_TOKYO